# Edward Higginbottom
Edward Higginbottom (ur. 1947) – brytyjski dyrygent, organista i doktor muzykologii. 
Wykładowca  Uniwersytetu w Oksfordzie i dyrygent chóru New College w Oksfordzie. Specjalista od muzyki dawnej (szczególnie muzyka francuskiego baroku). Jest współautorem Cambridge Companion to the Organ i The New Grove Dictionary of Music. Pod jego dyrekcją chór New College osiągnął międzynarodowe uznanie, którego wyrazem jest m.in. ponad 70 nagrań muzyki od renesansu, poprzez barok do kompozytorów współczesnych Sir Johna Tavenera i Arvo Pärta.

## Nagrody
'Officier de l'Ordre des Arts et des Lettres' przyznana przez francuskie Ministerstwo Kultury.

## Wydawnictwa płytowe
- Agnus Dei I
- Early one Morning (Folksongs from the British Isles)
- Nativitas
- Various Composers : Agnus Dei I & II
- Pergolesi : Vespers